# 비범
비범(본명: 이민혁 , 본명 한자: 李敃赫, 1990년 12월 14일 ~ )은 대한민국의 보이 그룹 블락비의 일원으로, 서브 보컬과 메인 댄서를 맡고 있다.

## 학력
- 선린중학교 (졸업)
- 환일고등학교 (졸업)
- 글로벌사이버대학교 방송연예학과 (재학)

## 작품 활동

### 예능
- 《댄스 배틀》 (출연)
- 《복불복쇼 Ⅱ》 (출연)
- 《출발드림팀2》 (출연)
- 《어썸피드》 (출연)